# نشان رسمی آلاسکا
نشان رسمی آلاسکا (انگلیسی: Seal of Alaska) برای اولین بار قبل از انقلاب به تصویب رسید، زمانی که آلاسکا شناخته شده بود. این نشان در سال ۱۹۱۰ تصویب گردیده است. نشان کنونی آلاسکا دارای کارخانه‌ای به معنای کارخانه ذوب آهن و کشتی به معنی حمل و نقل از راه دریا، و درختان هم نشان ثروت می‌باشند؛ و در نشان نگاره یک ماهی است که نشانه ماهی گیری در آلاسکا است.